# Villaralbo
Villaralbo és un municipi de la província de Zamora, a la comunitat autònoma de Castella i Lleó.

## Administració
| Període      | Nom de l'alcalde/-essa            | Partit polític       | Data de possessió |
| ------------ | --------------------------------- | -------------------- | ----------------- |
| 1979 - 1983  | Juan Rubio Higuera                | Democracia Cristiana | 19/04/1979        |
| 1983 - 1987  | Tomas Gallego Perero              | PSOE                 | 28/05/1983        |
| 1987 - 1991  | Tomas Gallego Perero              | PSOE                 | 30/06/1987        |
| 1991 - 1995  | Tomas Gallego Perero              | PSOE                 | 15/06/1991        |
| 1995 - 1999  | Santiago Monje Fernández          | PSOE                 | 17/06/1995        |
| 1999 - 2003  | Santiago Monje Fernandez          | PSOE                 | 03/07/1999        |
| 2003 - 2007  | Santiago Monje Fernández          | PSOE                 | 14/06/2003        |
| 2007 - 2011  | Santiago Monje / Santiago Lorenzo | PSOE / PP            | 16/06/2007        |
| 2011 - 2015  | n/d                               | n/d                  | 11/06/2011        |
| 2015 - 2019  | n/d                               | n/d                  | 13/06/2015        |
| 2019 - 2023  | n/d                               | n/d                  | 15/06/2019        |
| Des del 2023 | n/d                               | n/d                  | 17/06/2023        |

## Demografia
| Any              | 1842 | 1857 | 1860 | 1877 | 1887 | 1897 | 1900 | 1910 | 1920 | 1930 | 1940 | 1950 | 1960 | 1970 | 1981 | 1991 | 2001 |
| ---------------- | ---- | ---- | ---- | ---- | ---- | ---- | ---- | ---- | ---- | ---- | ---- | ---- | ---- | ---- | ---- | ---- | ---- |
| Població de fet  | ..   | 810  | 742  | 822  | 992  | 1112 | 1143 | 1178 | 1196 | 1171 | 1228 | 1361 | 1584 | 1535 | 1298 | 1491 | ..   |
| Població de Dret | 392  | ..   | ..   | 808  | 992  | 1108 | 1131 | 1225 | 1233 | 1225 | 1246 | 1407 | 1590 | 1554 | 1361 | 1533 | 1649 |
| Llars            | 84   | 152  | 155  | 190  | 277  | 320  | 320  | 324  | 322  | 338  | 294  | 371  | 426  | 392  | 396  | 486  | 556  |